# MVV in het seizoen 1957/58
Het seizoen 1957/1958 was het vierde jaar in het bestaan van de Maastrichtse betaaldvoetbalclub MVV. De club kwam uit in de Eredivisie en eindigde daarin op de vijfde plaats. Tevens deed de club mee aan het toernooi om de KNVB Beker, hierin werd in de halve finale verloren van Volendam (1–3).

## Wedstrijdstatistieken

### Eredivisie
|       | ADO   | Ajax  | Amsterdam | Blauw-Wit | BVV   | DOS   | Elinkwijk | Sportclub Enschede | Feijenoord | Fortuna '54 | GVAV  | NAC   | NOAD  | PSV   | Rapid JC | Sparta | VVV   |
| ----- | ----- | ----- | --------- | --------- | ----- | ----- | --------- | ------------------ | ---------- | ----------- | ----- | ----- | ----- | ----- | -------- | ------ | ----- |
| Thuis | 1 – 0 | 3 – 0 | 1 – 1     | 3 – 1     | 9 – 0 | 0 – 4 | 6 – 2     | 2 – 1              | 0 – 4      | 1 – 2       | 1 – 1 | 2 – 1 | 3 – 1 | 0 – 1 | 1 – 1    | 1 – 1  | 0 – 1 |
| Uit   | 0 – 1 | 4 – 0 | 3 – 2     | 1 – 3     | 2 – 3 | 2 – 1 | 3 – 3     | 2 – 0              | 3 – 1      | 0 – 1       | 0 – 0 | 0 – 1 | 2 – 3 | 2 – 0 | 2 – 2    | 2 – 1  | 0 – 1 |

### KNVB Beker
| 1e ronde                                          | MVV                                                                                          | 6 – 0 (1 – 0)                      | RKONS                                |
| 29 december 1957 Plaats: Maastricht De Boschpoort | Gerard Bergholtz –', –' Frits Stevens Harrie Verdonschot Frans Rutten –' (pen.) Chris Coenen |                                    |                                      |
| 2e ronde                                          | MVV                                                                                          | 3 – 2 (2 – 1)                      | Baronie                              |
| 23 maart 1958 Plaats: Maastricht De Boschpoort    | Frans Rutten 7' Jo Toennaer 17' Albert Ummels 76'                                            |                                    | 14', 54' Piet Kas                    |
| 3e ronde                                          | MVV                                                                                          | 2 – 0 (1 – 0)                      | Limburgia                            |
| 3 juni 1958 Plaats: Maastricht De Boschpoort      | Chris Coenen 10' Albert Ummels 78'                                                           |                                    |                                      |
| 4e ronde                                          | DOSKO                                                                                        | 1 – 2 (0 – 1)                      | MVV                                  |
| 7 juni 1958 Plaats: Bergen op Zoom Rozenoord      | Jacques Schuurbiers 69'                                                                      |                                    | 7' Georg Hecht 59' Albert Ummels     |
| Kwartfinale                                       | AGOVV                                                                                        | 0 – 0                              | MVV                                  |
| 14 juni 1958 Plaats: Apeldoorn Berg & Bos         |                                                                                              |                                    |                                      |
| Kwartfinale (replay)                              | MVV                                                                                          | 2 – 1 (1 – 0, 1 – 1) Na verlenging | AGOVV                                |
| 18 juni 1958 Plaats: Maastricht De Boschpoort     | Gerard Bergholtz 28' Frans Rutten 95'                                                        |                                    | 75' Harmen de Jong                   |
| Halve finales                                     | MVV                                                                                          | 1 – 3 (1 – 1)                      | Volendam                             |
| 21 juni 1958 Plaats: Nijmegen Goffertstadion      | Chris Coenen 28'                                                                             |                                    | 44' Dick Tol 80', 85' Harmen Veerman |

## Statistieken MVV 1957/1958

### Eindstand MVV in de Nederlandse Eredivisie 1957 / 1958
| Stand | Gespeeld | Gewonnen | Gelijk | Verloren | Punten | Doelpunten voor | Doelpunten tegen |
| ----- | -------- | -------- | ------ | -------- | ------ | --------------- | ---------------- |
| 5e    | 34       | 15       | 7      | 12       | 37     | 57              | 50               |

### Topscorers
| #      | Naam               | Goal |
| ------ | ------------------ | ---- |
| 1.     | Chris Coenen       | 15   |
| 2.     | Jo Toennaer        | 13   |
| 3.     | Frans Rutten       | 9    |
| 4.     | Gerard Bergholtz   | 5    |
| 5.     | Georg Hecht        | 4    |
| 6.     | Harrie Verdonschot | 3    |
| 7.     | Jeu van Bun        | 2    |
| 7.     | Albert Ummels      | 2    |
| 9.     | Dor Loomans        | 1    |
| 9.     | Gerrie Reijnders   | 1    |
| 9.     | André Vroemen      | 1    |
| 9.     | Fons van Wissen    | 1    |
| Totaal | Totaal             | 57   |

| #      | Naam               | Goal |
| ------ | ------------------ | ---- |
| 1.     | Gerard Bergholtz   | 3    |
| 1.     | Chris Coenen       | 3    |
| 1.     | Frans Rutten       | 3    |
| 1.     | Albert Ummels      | 3    |
| 5.     | Georg Hecht        | 1    |
| 5.     | Frits Stevens      | 1    |
| 5.     | Jo Toennaer        | 1    |
| 5.     | Harrie Verdonschot | 1    |
| Totaal | Totaal             | 16   |

## Voetnoten
ADO ·
Ajax ·
Amsterdam ·
Blauw-Wit ·
BVV ·
DOS ·
Elinkwijk ·
Sportclub Enschede ·
Feijenoord ·
Fortuna '54 ·
GVAV ·
MVV ·
NAC ·
NOAD ·
PSV ·
Rapid JC ·
Sparta ·
VVV